# 95 (szám)
A 95 (római számmal: XCV) a 94 és 96 között található természetes szám.

## A szám a matematikában
A tízes számrendszerbeli 95-ös a kettes számrendszerben 1011111, a nyolcas számrendszerben 137, a tizenhatos számrendszerben 5F alakban írható fel.
A 95 páratlan szám, összetett szám, azon belül félprím, kanonikus alakban az 51 · 191 szorzattal, normálalakban a 9,5 · 101 szorzattal írható fel. Négy osztója van a természetes számok halmazán, ezek növekvő sorrendben: 1, 5, 19 és 95.
Tizenegyszögszám. Hatszögalapú piramisszám.
Elsőfajú Szábit-szám.
A 95 négy szám valódiosztóösszeg-függvényeként áll elő, ezek a 445, 913, 1633 és 2173.
A 95 négyzete 9025, köbe 857 375, négyzetgyöke 9,74679, köbgyöke 4,5629, reciproka 0,010526. A 95 egység sugarú kör kerülete 596,9026 egység, területe 28 352,8737 területegység; a 95 egység sugarú gömb térfogata 3 591 364,002 térfogategység.
A 95 helyen az Euler-függvény helyettesítési értéke 72, a Möbius-függvényé 1, a Mertens-függvényé 2.

## A szám a társadalomtudományokban
Luther Márton Wittenbergben 95 tézist bocsátott vitára.

## A szám mint sorszám, jelzés
A periódusos rendszer 95. eleme az amerícium.